# Podiven

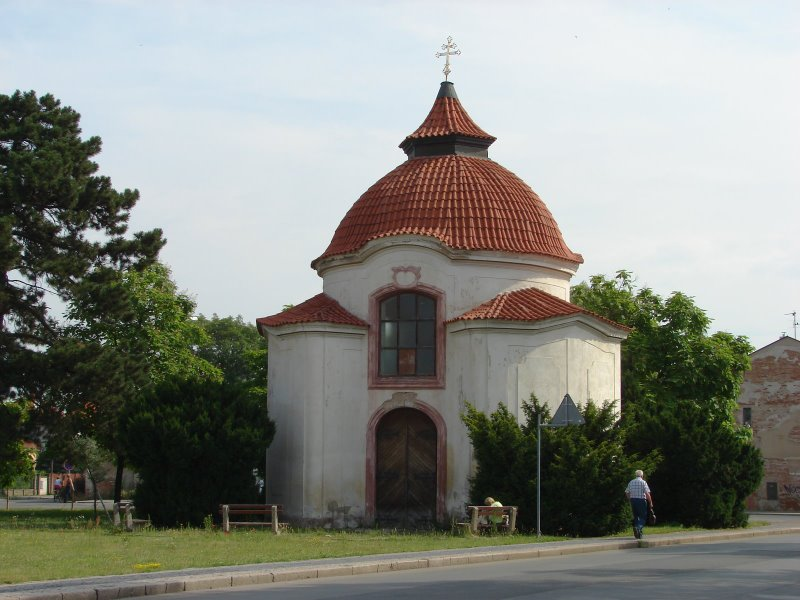
Kaple blahoslaveného Podivena ve Staré Boleslavi, kde byl zavražděn

Blahoslavený Podiven (Podivín) byl, podle svatováclavských legend, sluha a nejbližší spolupracovník svatého Václava.
Měl být jediným pomocníkem, který Václavovi pomáhal při jeho nejzbožnějších činech, doprovázel ho na poutích, při pečení hostií a přípravě mešního vína. Podiven svého pána doprovázel na hostinu do Staré Boleslavi, podařilo se mu utéct, ale byl dostižen a oběšen. Po smrti zůstalo tělo viset neporušené a v průběhu času získal Podiven pověst blahoslavenosti. Podle pověsti měl být také pohřben vně kostela, kde spočinulo tělo sv. Václava. Takovéto tělo bylo později nalezeno a dnes je uloženo v chrámu svatého Víta, Václava a Vojtěcha.

## Život
Prakticky všechny informace o Podivenově životě vycházejí ze svatováclavských legend a je velmi pravděpodobné, že řada detailů byla později přimyšlena pro zdůraznění slávy sv. Václava.
Zřejmě první legenda zmiňující Podivena je nejstarší latinská legenda Crescente fide (v druhé kapitole), která zmiňuje pouze bezejmenného panoše, který Václava provázel na nočních poutích od kostela ke kostelu. Jako jediný také Václavovi pomáhal při tajné přípravě chleba a vína pro nejsvětější svátost. Gumpoldova legenda (v osmé kapitole) popisuje podobně, pouze připojuje, že se jednalo o Václavova mladičkého nejmilejšího komorníka jménem Podiven a (v 26. kapitole) doplňuje, že Podiven po smrti pána značně naříkal, takže ho ze strachu nechal Boleslav oběsit, ovšem jeho tělo se po dva roky nerozkládalo a stále mu rostly vlasy a vousy, které poté šedivěly.
Ve Druhé staroslověnské legendě jsou popsány příběhy sv. Václava a Podivena z Gumpoldovy legendy, nicméně Podiven vystupuje jako anonymní panoš. Vedle toho je popsána historka o tom, že souložnice knížete Václava mu byla nevěrná s jeho milým služebníkem. Václav je při aktu přistihl a poté je nechal sezdat. Richard Händl uvádí, že i tento oženěný služebník byl Podiven.
Nejpodrobnější životopis podává Kristiánova legenda. Nejprve (v 6. kapitole) podobně jako předchozí legendy zmiňuje Kristián spolupráci Podivena a Václava, nicméně Kristián vyhrazuje celou 9. kapitolu o Podivenově životě a zázracích. Kristián Podivena nezmiňuje jako mladičkého panoše, či komorníka, jak to dělají předchozí legendy, ale jako vyzrálého muže, který byl správcem knížecího dvora (dispensator), který měl Václavovy družiníky také učit zpívat žalmy a psát. Po Václavově zavraždění utekl do Němec, kde přečkal vyvražďování Václavových přívrženců. Po uklidnění situace se vrátil do Čech, později navštívil Václavova vraha v lázni a zabil ho, načež utekl do lesa, kde byl zajat a oběšen. Po třech letech, kdy se tělo nerozkládalo a co se týče vlasů, vousů, nehtů se chovalo jako živé, byl pohřben na místě pověšení. Po pohřbu se nad hrobem zjevovala zář a lidé pohřbenému projevovali úctu, proto bylo tělo vyzvednuto a přesunuto do hrobu vně rotundy sv. Víta. Pán a služebník tak byli – odděleni pouze zdí – i po smrti blízko.
Barokní legendistika ještě začlenila Podivena do příběhu Palladia země české. Tento zázračný obraz měl mít sv. Václav při sobě, když vykonal osudnou návštěvu u svého bratra, Podiven ho měl od umírajícího knížete převzít a schovat v lese při svém útěku.

## Pohřeb a ostatky
První informace o pohřbu uvádí již Kristián, který nejprve uvádí první místo pohřbu na místě Podivenovy smrti (dovozuje se tedy, že byl pohřben snad v lese poblíž Staré Boleslavi) a poté byl přenesen ke zdi rotundy, kde již odpočíval sv. Václav. Dále ve své kronice uvádí Kosmas, že při stavbě Spytihněvovy baziliky (tedy v roce 1060) byly Podivenovy ostatky nalezeny a biskup Šebíř je nechal uložit v komoře s poklady, v roce 1124 snad tyto ostatky našel biskup Menhart a nechal je pohřbít ve věži baziliky mezi oltářem sv. Mikuláše a hrobem biskupa Gebharta.
Ale v roce 1911, při průzkumech základů, byly objeveny kosti zčásti vložené do zdi Spytihněvovy baziliky, tyto kosti byly uloženy v nové katedrále do ostatkové kaple. Ostatky byly ověřeny antropologem Jindřichem Matiegkou, který potvrdil, že se jedná o muže. V roce 1974 ostatky prozkoumal antropolog Emanuel Vlček, který zjistil, že kosti patří muži 170 až 172 cm vysokému, střední postavy, stáří 40 až 50 let. Podiven tak nebyl knížecím mladým pážetem, ale spíše vzdělaným správcem knížecího dvorce, bojovníkem a druhem knížete.